# Tiefenbach (Gundelsheim)
Tiefenbach ist ein Dorf im Landkreis Heilbronn im nördlichen Baden-Württemberg. Es zählt etwa 680 Einwohner und gehört seit dem 1. September 1971 zur Stadt Gundelsheim.

## Geographie

### Geographische Lage

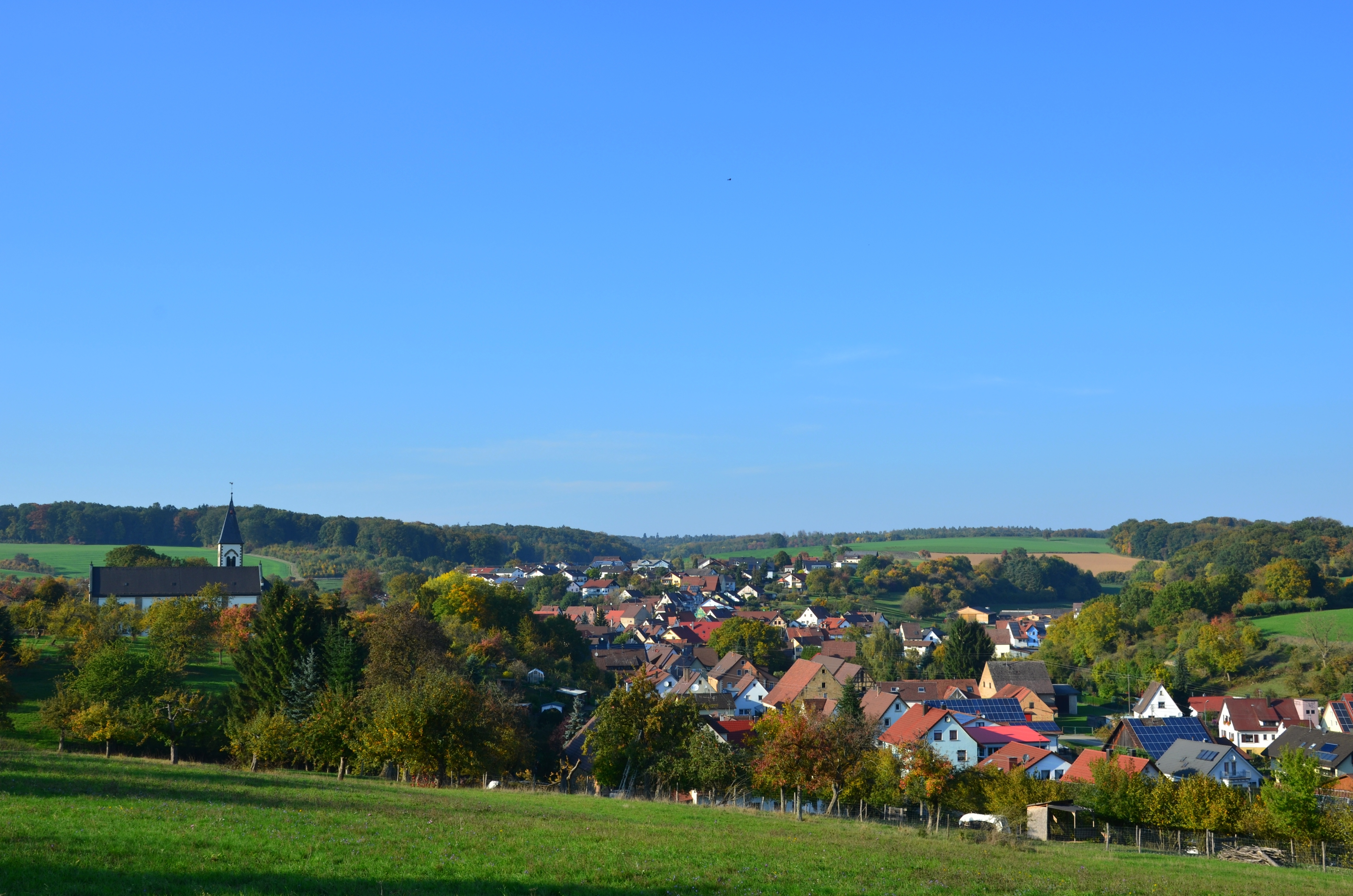
Tiefenbach von Süden aus gesehen

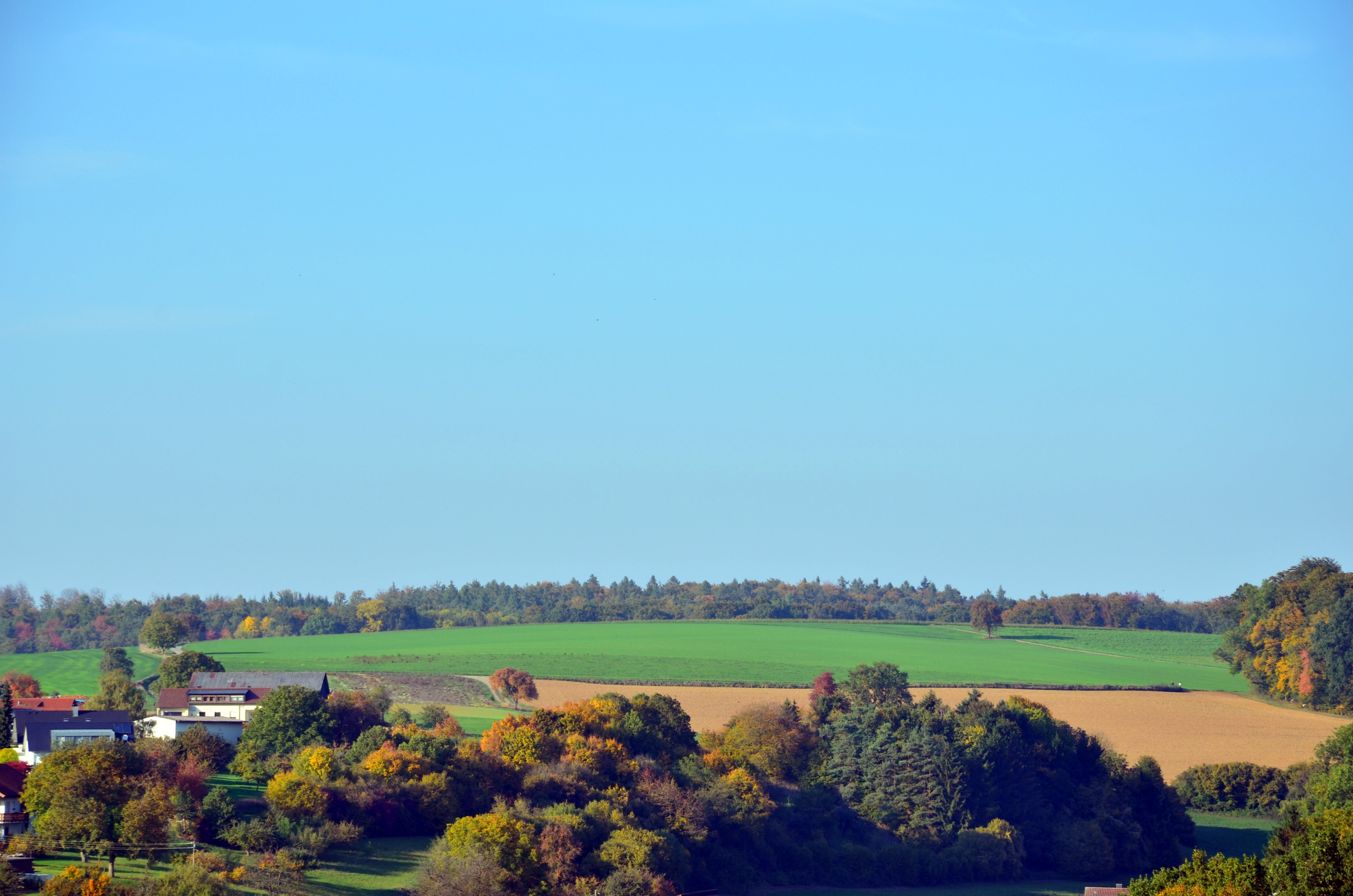
Blick nach Norden auf den Dachsberg (304 m), dahinter der Rand des Waldes Selbach

Tiefenbach liegt etwa 3,5 km nordöstlich der Stadtmitte von Gundelsheim und etwa 17 km nördlich derjenigen von Heilbronn (jeweils in Luftlinie) am Nordrand der sogenannten Krummen Ebene zwischen dem im Westen bei Gundelsheim nordwärts abfließendem Neckar und der im Südosten auf südwestlichem Lauf zu ihm strebenden Jagst. Etwas nordwestlich von Tiefenbach beginnt ein größeres Waldgebiet mit Namen Selbach. Dort befindet sich am Waldrand, ungefähr 1,7 km vom Ortskern entfernt, eine Doline, umgangssprachlich als Hirschbreischüssel bezeichnet, welche durch im Muschelkalk typische Verkarstungserscheinungen entstanden ist.

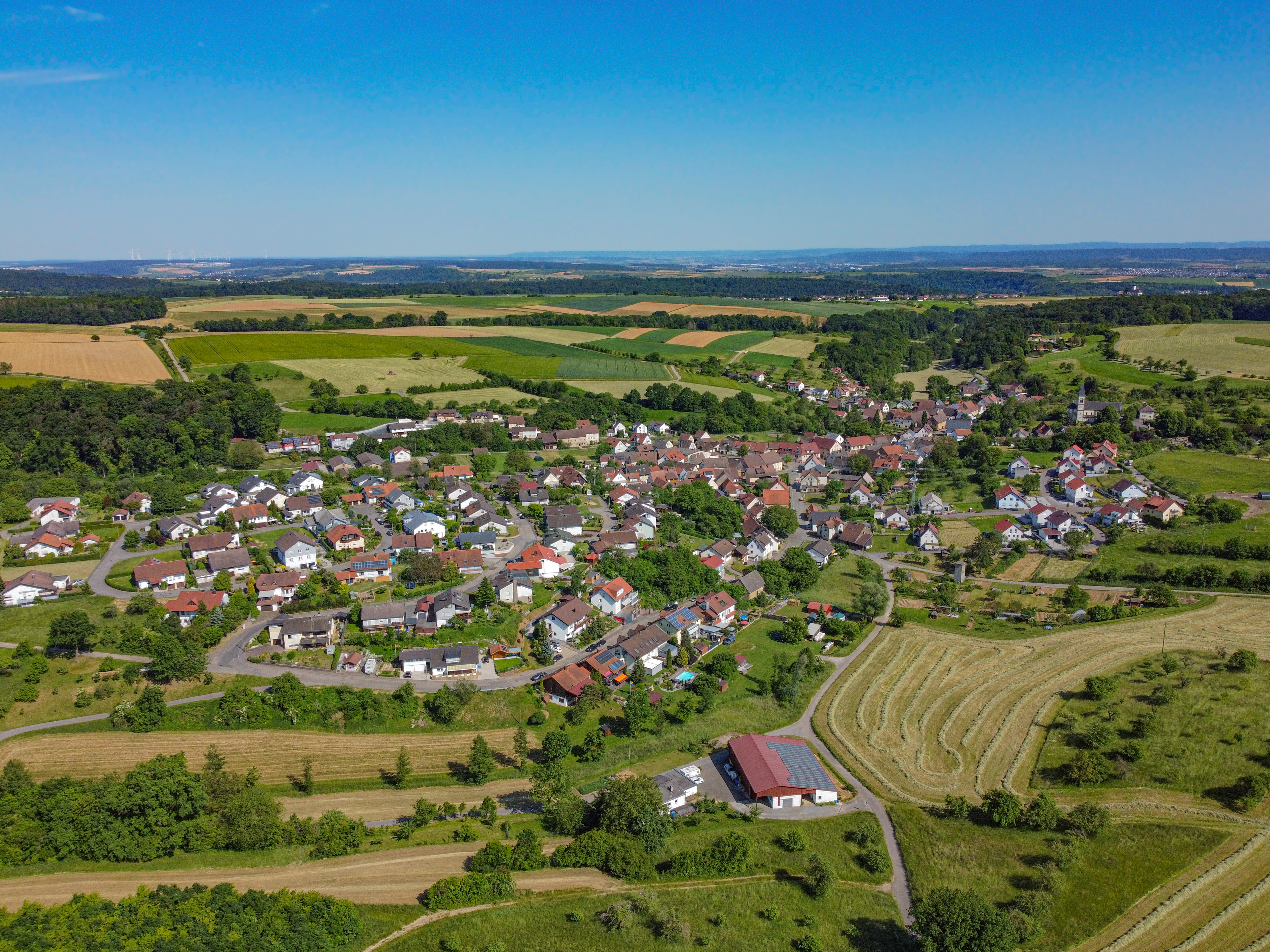
Tiefenbach von Norden aus gesehen, im Hintergrund die Löwensteiner Berge

Der höchste Punkt der Gemarkung liegt auf dem Gipfel des Dachsbergs (304,6 m ü. NN), der weniger als 1,5 km nördlich der Ortsmitte auf dem Sporn zwischen Tiefenbach- und Seelbachtal in der offenen Flur aufragt, der tiefste am Ausfluss des Tiefenbachs auf 200–195 m ü. NN. Die Gemarkung ist größtenteils offen, nur am Nordrand und an den Hängen des Tiefenbachtals steht Wald. Im Ortsbereich stoßen die Naturräume Bauland (im Winkel etwa von Südwest bis Nordost), Neudenauer Hügel (etwa von Nordost bis Südsüdost) und Hohenloher und Haller Ebene (etwa von Südsüdost bis Südwest) zusammen, alle sind Teile der vom Muschelkalk im Untergrund geprägten Neckar- und Tauber-Gäuplatten.
Das Dorf liegt in der Talmulde des im Oberlauf am Ostrand des Selbach-Waldgebietes ungefähr südwärts zur Jagst laufenden Tiefenbachs, in den hier vom Rand des Waldes und in spitzem Winkel sein kurzer, aber ebenfalls schon deutlich eingemuldeter Mittellaufzufluss Seelbach  von rechts einmündet. Die Häuser des Ortskerns stehen überwiegend in der Aue oder an den unteren Hängen der beiden Talmulden. Ein großes neueres Siedlungsgebiet wurde etwas nördlich auf dem Mündungssporn der beiden Dorfbäche errichtet.
Zu Tiefenbach gehört noch – mit nur drei Hausnummern – der Wohnplatz Müssigmühle fast 1,5 km südöstlich der Dorfmitte in der Südostspitze der Gemarkung.

### Nachbarorte
Die Nachbarorte sind Allfeld in der Gemeinde Billigheim etwa 4 km im Nordosten, Bernbrunn etwa 2 km im Osten, Höchstberg etwa 2 km im Südosten und Bachenau weniger als 2,5 km im Südsüdwesten, die drei letzten gehören zu Gundelsheim etwa 3,5 km im Südwesten.

## Geschichte
Reste einer Villa rustica weisen auf eine provinziale verstreute römische Siedlung hin.
Tiefenbach wurde im Jahre 773 als Diepenbach im Lorscher Codex erstmals erwähnt. Seit dem 15. Jahrhundert gehörte der Ort dem Deutschen Orden an. Auf Seiten der Kirche gehörte Tiefenbach 1553 zur Pfarrerei Untergriesheim, 1713 wurde das Dorf Filial von Höchstberg.
Aufgrund der Sandsteinbrüche waren das Steinhandwerk und Bildhauerei ortsübliche Erwerbszweige. Auch der Töpferton aus den Tiefenbacher Lehmgruben war gefragt. Aus Tiefenbach gingen nach 1860 große Mengen an Baumaterial in die Nachbargemeinden und auch in die weitere Umgebung. Kalk und Ziegel guter Qualität wurden hier gebrannt, ebenfalls begehrt war der Sandstein aus dem Tiefenbacher Steinbruch, welcher sogar im Gundelsheimer Schloss Horneck verbaut wurde.
1901 ersetzte man die alte Jakobuskirche im Ort durch einen größeren neuromanischen Kirchenbau.
1939 wurden 493 Einwohner gezählt, Ende 1945 waren es 548. Während des Zweiten Weltkriegs kam es am 2. und 3. April 1945 im Dorf zu schweren Kämpfen zwischen deutschen und amerikanischen Einheiten. Aus Dankbarkeit dafür, dass dabei kein Tiefenbacher umgekommen ist, wurde in der Allfelder Straße ein Bildstock errichtet.
Am 1. September 1971 wurde Tiefenbach nach Gundelsheim eingemeindet.
Der Ort ist bis heute stark landwirtschaftlich geprägt und die Infrastruktur des Dorfes schwindet. Die Bevölkerung kann sich mangels dörflichen Handels am Ort nicht versorgen. Die nächste Möglichkeit zum Einkauf gibt es erst im 5 Kilometer entfernten Gundelsheim. Aufgrund der Tallage gibt es vor allem in der Ortsmitte, aber auch in anderen Teilen Tiefenbachs, keinen oder nur beschränkten Mobilnetzempfang. Der Ort ist heute überwiegend Wohnort für Pendler der umliegenden Städte und Gemeinden.
Die Dorfgemeinschaft wird geprägt von den ortsansässigen Vereinen, hierzu zählen Musik- und Sportvereine ebenso wie der Jugendclub Tiefenbach, der Frauenbund und der Tugendverein Tiefenbach.
Die Einwohner Tiefenbachs haben den traditionellen Utznamen Froschschenkel oder Frösche, vermutlich in Anlehnung an die als Fastenspeise in katholischen Gegenden beliebten Froschschenkel. Die Gestaltung des Dorfbrunnens, der drei Frösche zeigt, geht auf diesen Übernamen zurück.

## Religionen
Aufgrund der einstigen Zugehörigkeit zum Deutschen Orden ist Tiefenbach traditionell überwiegend katholisch geprägt. Kirchlich gehörte Tiefenbach ursprünglich zur Pfarrei in Untergriesheim. 1713 wurden Höchstberg und Tiefenbach von Untergriesheim abgetrennt und Tiefenbach wurde Filiale von Höchstberg. Die Deutschordenskommende auf Schloss Horneck ließ 1748 anstelle eines baufälligen Vorgängerbauwerks die barocke Jakobuskirche in der Ortsmitte errichten. 1875 erhielt Tiefenbach eine eigene Pfarrei. 1900 bis 1902 entstand die neue Pfarrkirche St. Jakobus am Ortsausgang in Richtung Gundelsheim. Der alte Kirchenbau des Deutschordens in der Ortsmitte wurde säkularisiert und zum Wohnhaus umgebaut.

## Wappen und Flagge
Die Blasonierung des Tiefenbacher Wappens lautet: In gespaltenem Schild vorne in Silber ein durchgehendes schwarzes Kreuz, hinten in Grün ein silberner Wellenbalken. Die Flagge der Gemeinde war Weiß-Grün.
Das im Kieserschen Forstlagerbuch von 1684 überlieferte Fleckenzeichen Tiefenbachs war ein D (für Diefenbach); ein altes Ortssiegel oder Ortswappen ist hingegen nicht bekannt. Das Tiefenbacher Wappen wurde 1938 von der württembergischen Archivdirektion vorgeschlagen, wobei in diesem Entwurf in der hinteren Schildhälfte ein silberner Wellenbalken auf schwarzem Grund vorgesehen war. Das Kreuz steht für den Deutschen Orden, dem der Ort vom späten Mittelalter bis 1806 angehörte, der Wellenbalken symbolisiert einen Bach und macht das Wappen zum redenden Wappen. Den früheren Entwurf verwendete die Gemeinde offenbar erst nach 1948 in ihrem Dienstsiegel; in seiner heutigen Form wird das Wappen seit 1957 verwendet. Wappen und Flaggenfarben wurden der Gemeinde Tiefenbach am 3. Januar 1958 vom baden-württembergischen Innenministerium verliehen.

## Sehenswürdigkeiten

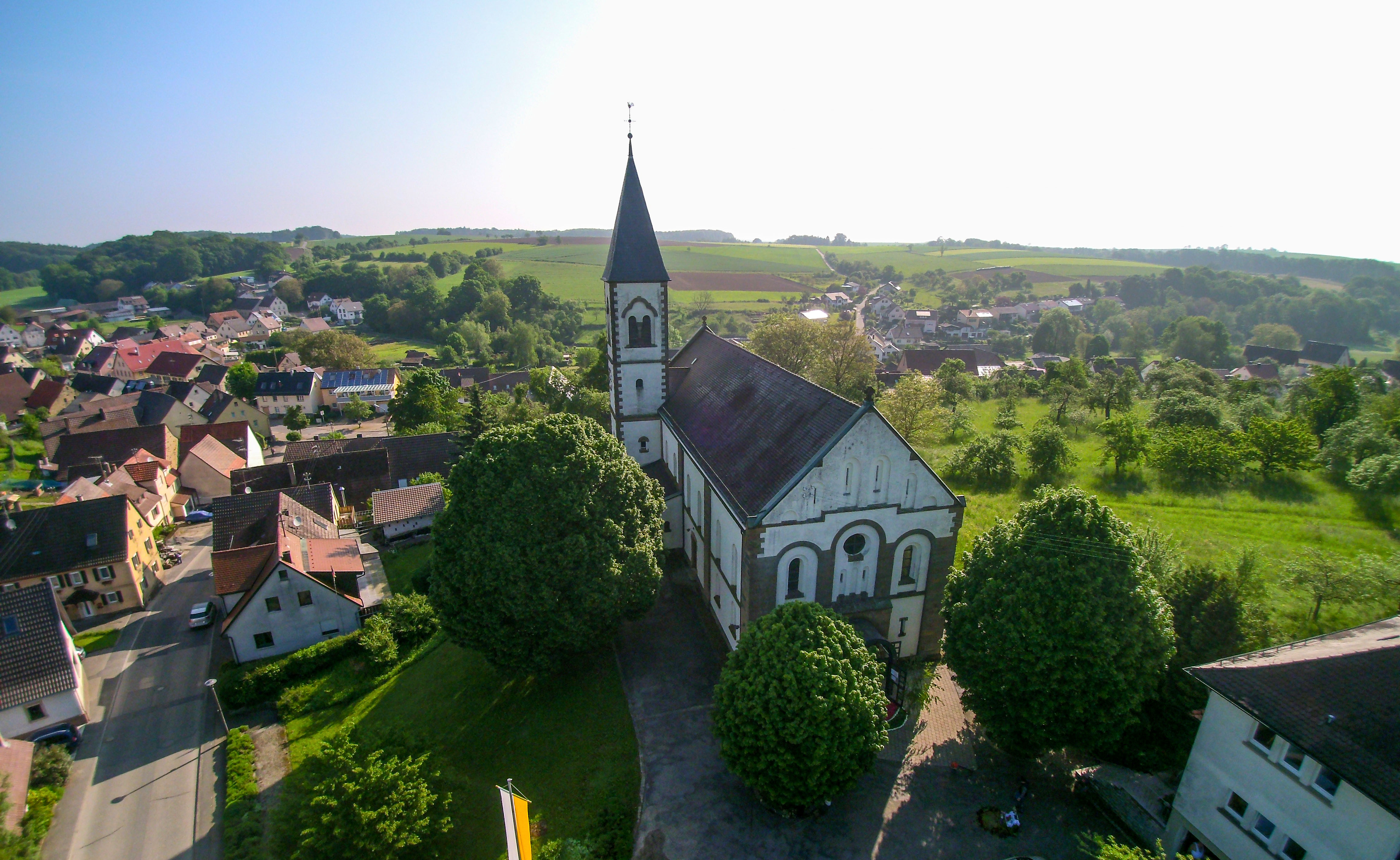
Pfarrkirche St. Jakobus

- Die katholische Pfarrkirche St. Jakobus wurde von 1900 bis 1902 nach Plänen von Ulrich Pohlhammer erbaut. Die Kirche ist das Wahrzeichen des Ortes, vor ihr befindet sich ein Kriegerdenkmal.
- Die ehemalige Jakobuskirche in der Ortsmitte bestand bereits 1604, wurde 1747/48 durch Franz Häffele erneuert und nach dem Bau der neuen Kirche nach 1900 zum Wohnhaus umgebaut. Während an der straßenseitigen Fassade nichts mehr auf den früheren Kirchenbau hinweist, hat sich an der Gebäuderückseite die Apsis des ehemaligen Chors der Kirche in seiner ursprünglichen Bauform erhalten.
- In der gesamten Ortschaft befinden sich darüber hinaus zahlreiche historische Marienfiguren und Bildstöcke, teilweise aus dem 18. Jahrhundert, aber auch ein jüngerer Bildstock von 1945.

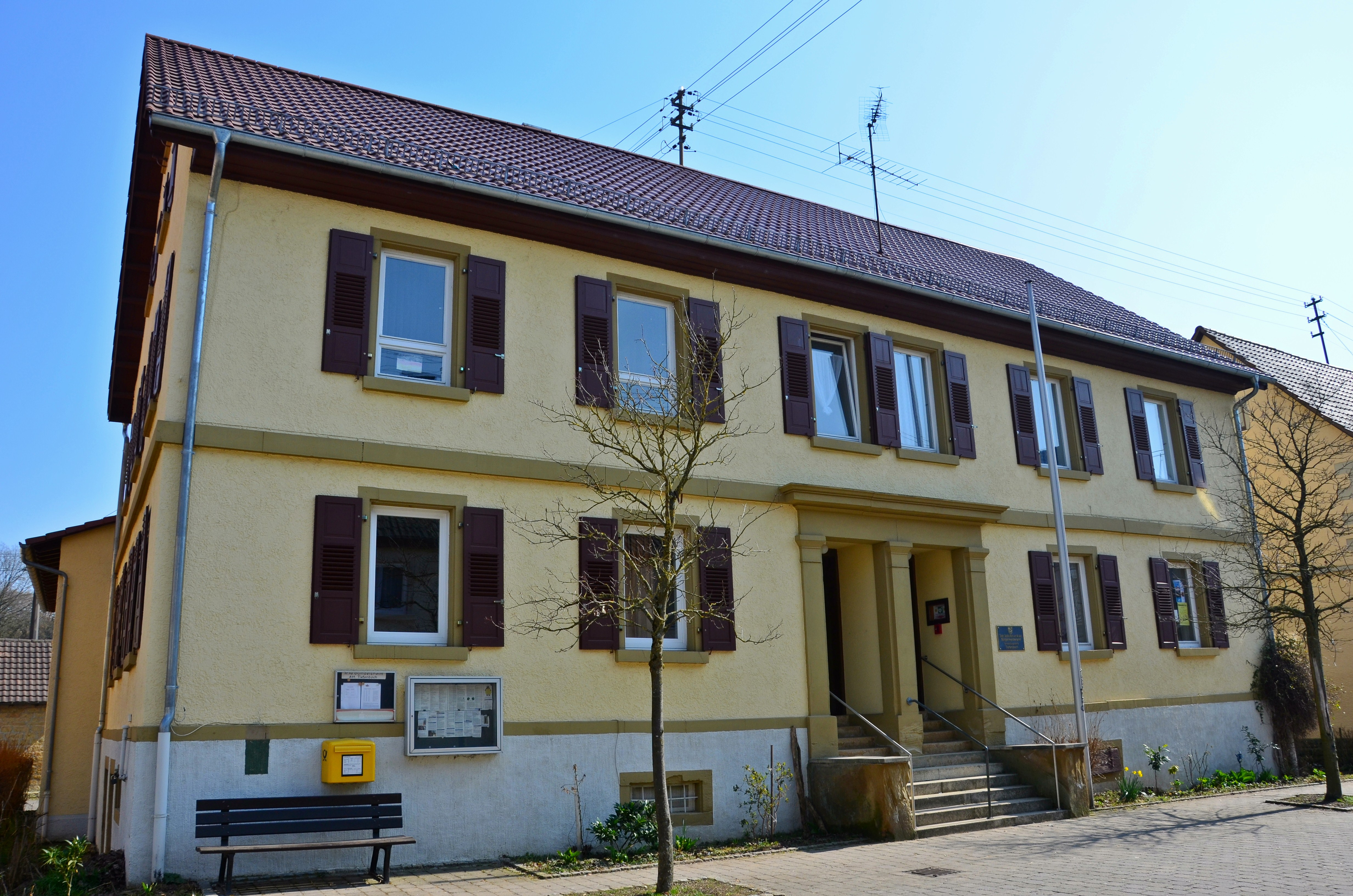
Bürgermeisteramt
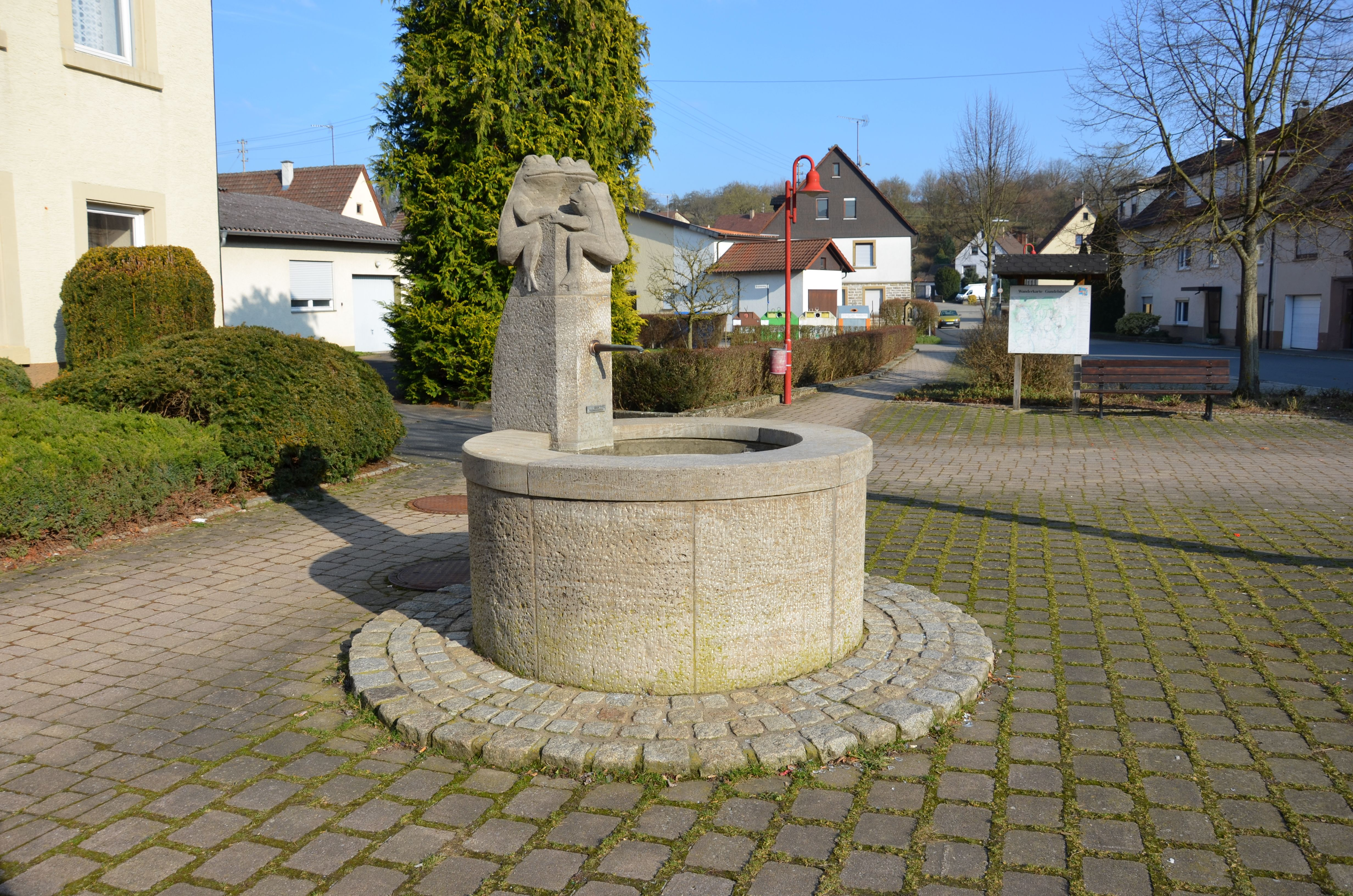
Dorfbrunnen
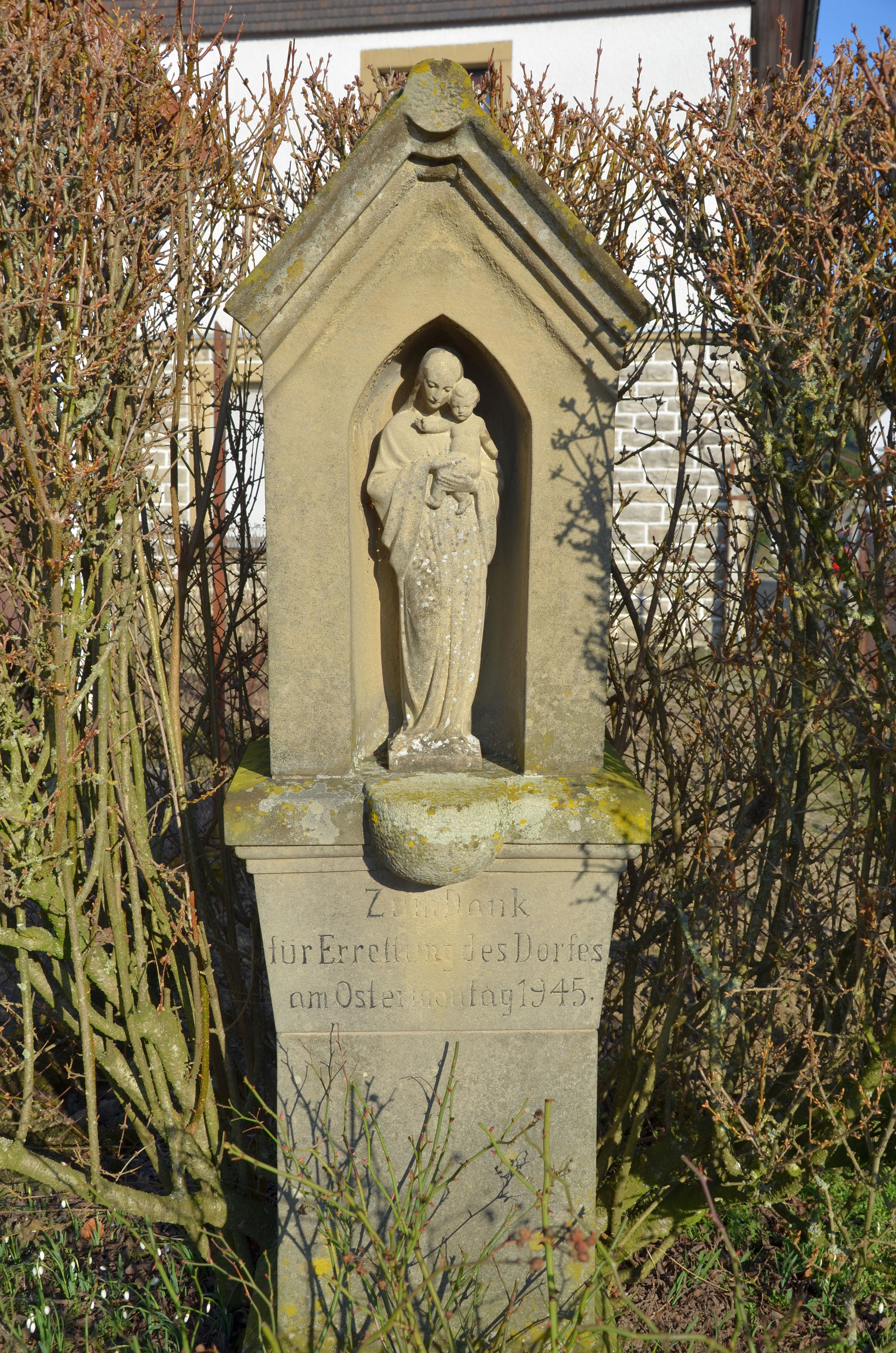
Bildstock von 1945
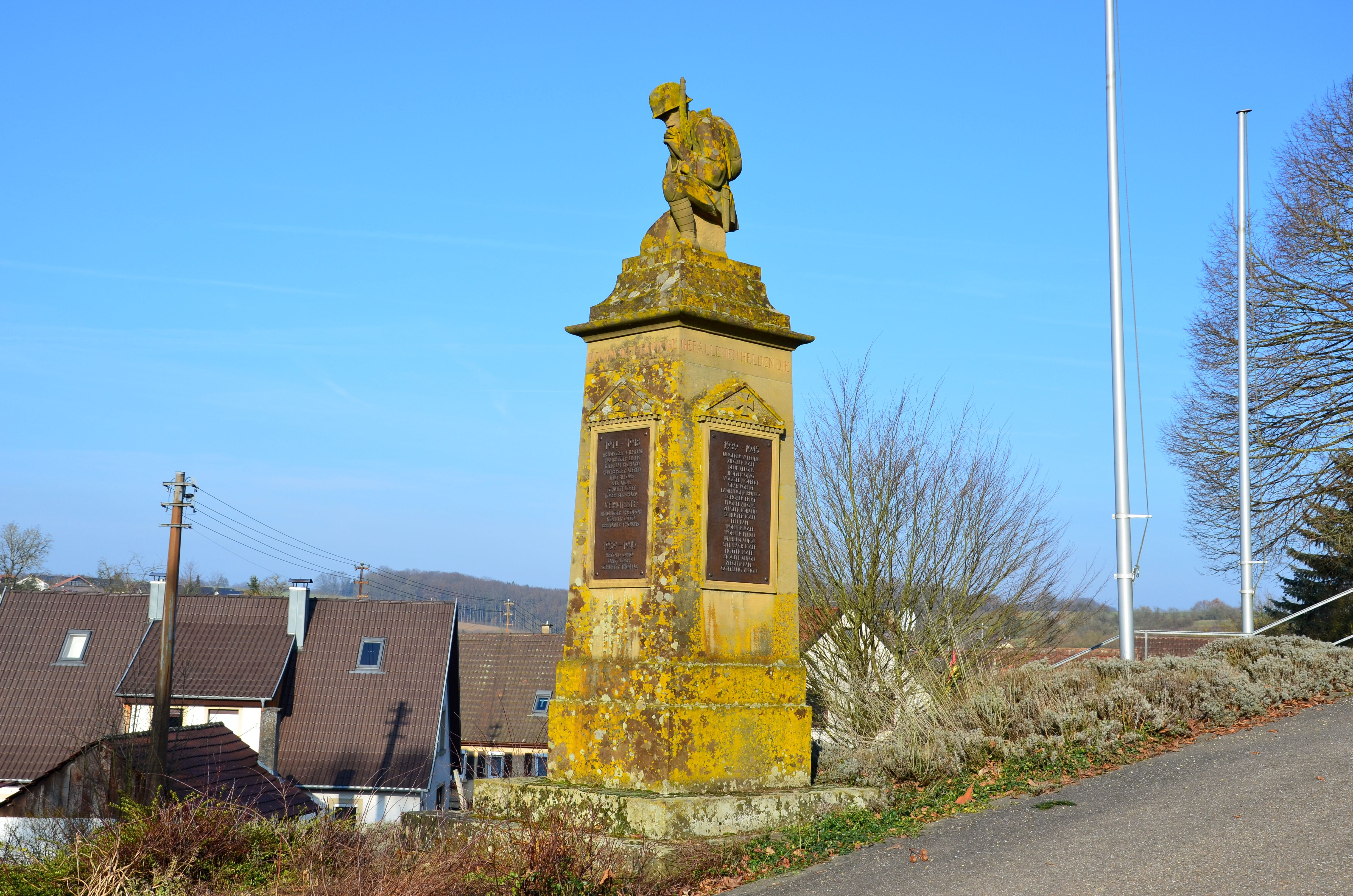
Kriegerdenkmal vor der Kirche

## Persönlichkeiten
- Florian Rieß SJ (1823–1882), in Tiefenbach geborener Autor und Verleger, Herausgeber des Deutschen Volksblatts und der Katholischen Sonntagszeitung